# Levín (Lišov)
Levín (německy Lewin) je malá vesnice, část města Lišov v okrese České Budějovice v Jihočeském kraji. Nachází se asi dva kilometry severně od Lišova. Prochází zde silnice II/146. Levín leží v katastrálním území Levín u Lišova o rozloze 3,31 km².

## Historie
Levín vzniknul pravděpodobně koncem 13. století. Až do poloviny 19. století náležel k hlubockému panství. Nejstarší písemná zmínka o obci pochází ze zástavní listiny krále Karla IV. vydané 6. května 1378. Podle urbáře z roku 1490 zde bylo osm usedlostí. Stejný počet uvádějí rovněž urbáře z konce 16. a začátku 17. století. V průběhu třicetileté války byla část statků opuštěna.
Levínský mlýn byl postaven lišovskou obcí počátkem 17. století ke šrotování sladu pro lišovský pivovar. Byl poháněn vodou z Dačického rybníka vybudovaného na Hůreckém potoku. Roku 1802 mlýn přestavěl Jan Šmíd. V první polovině 20. století patřil rodině Doubků. Na konci druhé světové války se zde ukrývali uprchlí francouzští váleční zajatci.

## Obyvatelstvo
| Rok            | 1869 | 1880 | 1890 | 1900 | 1910 | 1921 | 1930 | 1950 | 1961 | 1970 | 1980 | 1991 | 2001 | 2011 | 2021 |
| -------------- | ---- | ---- | ---- | ---- | ---- | ---- | ---- | ---- | ---- | ---- | ---- | ---- | ---- | ---- | ---- |
| Počet obyvatel | 102  | 111  | 104  | 111  | 102  | 109  | 100  | 89   | 70   | 52   | 51   | 27   | 24   | 33   | 42   |
| Počet domů     | 13   | 18   | 18   | 16   | 17   | 18   | 20   | 23   | 23   | 15   | 19   | 16   | 21   | 22   | 23   |

## Obecní správa
Po vzniku obecního zřízení roku 1850 byl Levín součástí obce Hůrky. V letech 1906–1943 a opět od 1. srpna 1945 do 11. června 1960 byl spolu s osadou Hrutov samostatnou obcí. Od 4. dubna 1943 do 31. července 1945 byl připojen k Velechvínu a od 12. června 1960 patří pod město Lišov.

## Pamětihodnosti
- kaple svatého Víta
- lidová architektura
- Podlevínský mlýn[3][8]
- kovárna č.p.13[9]
- na č. p. 16 se nachází pamětní deska italského legionáře Františka Viktory (1874–1918)
- jihozápadně od Levína se nachází pozůstatky zaniklé osady Přívořany

## Rodáci
- Marie Bělohlávková rozená Doubková (1915–1969), první jihočeská pilotka a rekordmanka v rychlostním letu
- Ladislav Jan Doubek (1921–2003), chirurg v Kanadě